# 폴 허먼
폴 허먼(영어: Paul Herman, 1946년 3월 29일~2022년 3월 29일)은 미국의 배우이다.

## 출연 작품
- 아메리칸 허슬(2013년) - 알폰스 시몬 역
- 실버라이닝 플레이북(2012년) - 랜디 역
- 미트 페어런츠 3(2010년)
- 크레이지 하트(2009년) - 잭 그린 역
- 할리우드 폭로전(2008년)
- 애널라이즈 댓(2002년)
- 15분(2001년)
- 원(1998년)
- 스타스트럭(1998년)
- 에너미 오브 스테이트(1998년)
- 온 더 라인(1998년)
- 휴고 풀(1997년)
- 두 미 페이버(1997년)
- 탑 오브 더 월드(1997년)
- 캅 랜드(1997년)
- 파더스 데이(1997년)
- 슬리퍼스(1996년)
- 더 팬(1996년)
- 터프가이(1995년)
- 히트(1995년) - 하인즈 역
- 카지노(1995년)
- 브로드웨이를 쏴라(1994년)
- 인 더 수프(1992년)
- 연애특강(1990년)
- 좋은 친구들(1990년)
- 루프탑(1989년)
- 대부와 연인(1989년)
- 불타는 복수(1989년)
- 뉴욕 스토리(1989년)
- 그리스도 최후의 유혹(1988년)
- 라디오 데이즈(1987년)
- 위험한 트릭(1987년)
- 폐쇄 구역(1986년)
- 컬러 오브 머니(1986년)
- 카이로의 붉은 장미(1985년)
- 폴링 인 러브(1984년)
- 크레아 머니(1983년)

### 텔레비전
- 소프라노스 (2000-07)
- 안투라지 (2004-10)

## 사망
2022년 3월 29일 생일날을 맞아, 향년 76세로 세상을 떠났다.